# Saint-Eugène-de-Ladrière
Saint-Eugène-de-Ladrière es un municipio parroquial canadiense situado en la provincia de Quebec.

## Superficie
Saint-Eugène-de-Ladrière tiene una superficie de 331,36 km².

## Demografía
En 2021, tenía 413 habitantes, una densidad poblacional de 1,2 hab./km², y 190 viviendas.